# Габи Новак
Га̀би Но̀вак (на хърватски: Gabi Novak), родена като Габриѐла Но̀вак (на хърватски: Gabrijela Novak; Берлин, 8 юли 1936 г.), е хърватска поп и джаз певица. Има опит като озвучителка на анимационни филми и като актриса в епизодични роли в игрални филми.
Нарежда се сред най-познатите певици в бивша Югославия от втората половина на XX век заедно с Тереза Кесовия, Йосипа Лисац, Радойка Шверко, Ксения Еркер, Мери Цетинич, Люпка Димитровска, Зденка Вучкович и други. Неин дългогодишен творчески и брачен спътник е известният музикант, композитор, певец и поет Арсен Дедич, от когото има син Матия Дедич, който е джаз пианист и композитор. Внучка ѝ Лу Дедич също е певица.

## Биография

### 30-те и 40-те години. Ранно детство и семейство
Баща ѝ Джуро Новак е хърватин родом от Хвар, по професия корабостроителен инженер, а майка ѝ Елизабет Райман е берлинчанка. Двамата се запознават на плажа в родния му град през 1934 г. и след няколко месеца се женят. Месец преди Летните олимпийски игри в Берлин през 1936 г. се ражда дъщеря им Габриела. През октомври същата година семейството се премества да живее в Сплит. Там баща ѝ работи в корабостроителницата и след като приключва задълженията си към нея, тримата се преместват в родния му Хвар. След началото на Втората световна война заживяват в Загреб, но не след дълго Габи е оставена на грижите на баба си и дядо си в Хвар. Преди края на войната баща ѝ е отведен заедно с други на остров Вис и убит от партизаните. След смъртта му Габи се връща да живее с майка си в Загреб.
Още от малка се увлича по рисуването. Наследява музикалната си дарба от дядо си, но не мечтае да стане певица, а дизайнерка на дрехи.

### 50-те години. Средно образование и „Загреб филм“
След като през 1955 г. завършва средното си образование в загребското Училище за приложни изкуства със специалност „Графичен дизайн“, Габи възнамерява да следва висше в Художествената академия. Налага ѝ се обаче да се откаже, понеже майка ѝ се разболява. Започва да работи като ретушистка цинкографка за политическия вестник „Виесник“, където се задържа осем месеца. След това се явява на прослушване на филмовата компания „Загреб филм“ за новооткритото през 1956 г. студио за анимационни филми в присъствието на основателя му Душан Вукотич. Назначена е като чертожничка и сценографка. Докато работи, често си припява песни, а свободното си време прекарва, пеейки заедно с певицата и актриса Сенка Велетанлич в хора на Организацията по дейностите за култура и изкуство „Йожа Влахович“ под ръководството на диригента Емил Косето. По време на новогодишното празненство навръх 1957 г. се престрашава да запее пред микрофон пред колегите си.
Не след дълго режисьорът Никола Костелац и композиторът Александър Бубанович идват в студиото в търсене на жена, която да озвучи малко момиче в късометражния анимационен филм Susret u snu („Среща в съня“). Така попадат на Габи и насърчена от тях, тя приема предложението им. През следващите три години дава гласа си за още два късометражни филма – Inspektor se vratio kući! („Инспекторът се прибра вкъщи!“) и Cowboy Jimmy („Каубоят Джими“). Песните от трите филма са издадени впоследствие на краткосвиреща плоча от „Юготон“. Междувременно се сближава със своя колега сценограф Богдан Дебеняк, по-голям от нея с десет години. Двамата се женят, но бракът им трае едва девет месеца и приключва с развод.

### Краят на 50-те и началото на 60-те години. Насочване към музиката
След опита си като озвучителка се насочва постепенно към музиката и започва кариерата си на певица в края на десетилетието. През 1957 г. словенският композитор и диригент Боян Адамич пристига във филмовото студио в търсене на озвучители за анимационния филм Gost („Гост“) и забелязва певческите способности на Габи. Кани я да участва в концерт на бигбенда му в Любляна на 6 април. Главна звезда на концерта е словенецът Иво Робич, а други участници са Маряна Държай, Майда Сепе и трио „Тивиди“. Следващото ѝ участие като певица е в Дома на армията в Загреб.
Една от първите ѝ песни е Sretan put („Лек път“), включена във филма „Х-8“ от 1958 г. на режисьора Никола Танхофер. По време на джемсешън през този период има възможността да изпее песента Tea for Two („Чай за двама“) заедно с Луис Армстронг. През 1959 г. дебютира на Загребския фестивал с песента Ljubav ili šala („Любов или шега“), с която печели I награда. С това окончателно оставя рисуването и анимационните филми и се отдава изцяло на пеенето. По време на репетициите за събитието се запознава с певеца и композитор Арсен Дедич и двамата стават близки приятели.
През 1964 г. чрез френската певица на шансони Рьоне Льоба и приятелката си Тереза Кесовия, която освен в бивша Югославия развива певческата си кариера и във Франция, Габи получава предложение за кариера във Франция. Пътува дотам, но отказва поради несъгласието си с някои условия, сред които е това да си подстриже косата късо и да я боядиса в черно. Връща се в Югославия и продължава кариерата си на местно равнище, като подбира песните си внимателно.

### От 60-те години нататък
През следващите десетилетия изнася концерти и участва редовно на музикални фестивали – предимно местни, но и на чуждестранни – на които печели награди. Издава редица албуми и сингли. Носителка е на две награди „Порин“ – за най-добро женско изпълнение за албума си Pjesma je moj život („Песента е моят живот“; 2003 г.) и за особени приноси към хърватската забавна музика (2006 г.). Към 2024 г. е все още активна.

## Личен живот
Певицата има три брака.
Първия сключва на 19-годишна възраст с колегата си сценограф Богдан Дебеняк, който е с десет години по-голям от нея, но се развеждат след девет месеца.
Вторият ѝ брак е с известния композитор Стипица Калоджера (по-малкия брат на композитора Никица Калоджера), но двамата се развеждат през 1970 г.
По време на репетиции на Загребския музикален фестивал през 1959 г. се запознава с композитора, певец и поет Арсен Дедич. На 2 март 1973 г. се ражда синът им Матия Дедич, а едва на 30 март същата година след дългогодишно приятелство двойката сключва брак. Кум на сватбата им е италианският певец Джино Паоли. Арсен става автор на голям брой от песните ѝ и продуцент на албумите ѝ, а заедно имат немалко дуетни песни и два съвместни албума. Габи остава заедно с Арсен до смъртта му на 17 август 2015 г.
Синът им завършва Грацкия университет в Австрия и става пианист и джаз композитор. Внучка им Лу Дедич също е певица.

## Филмография

### Анимационни филми
- 1957 – Susret u snu („Среща в съня“; реж. Никола Костелац, муз. Александър Бубанович)[5]
- 1957 – Cowboy Jimmy („Каубоят Джими“; реж. Душан Вукотич, муз. Александър Бубанович)[8]
- 1959 – Inspektor se vratio kući! („Инспекторът се прибра вкъщи!“; реж. Ватрослав Мимица, муз. Курт Гридер)[7]

### Игрални филми
- 1960 – Bolje je umjeti („По-добре е да можеш“; реж. Воислав Нанович, муз. Боян Адамич)[15]
- 1960 – Ljubav i moda („Любов и мода“; реж. Любомир Радичевич, муз. Боян Адамич, Дарко Кралич)[16]
- 1961 – Pozornica bez zavjese („Сцена без завеса“; реж. Антон Марти)
- 1962 – Srešćemo se večeras („Ще се срещнем довечера“; реж. Франтишек Чап, муз. Борут Лесяк)
- 1962 – Pod sjajem zvezda („Под сиянието на звездите“; реж. Сава Мърмак, муз. Боголюб Сребрич)

## Дискография
| - 1961 – Peva Gaby Novak (преиздаден като Pjeva Gaby Novak през 2003 г.) - 1970 – Gabi - 1974 – Samo žena - 1977 – Gabi '77. - 1980 – Gabi & Arsen (заедно с Арсен Дедич) - 1982 – Gabi Novak - 1985 – Nada - 1988 – Hrabri ljudi (заедно с Арсен Дедич) - 2002 – Pjesma je moj život - 1973 – Gabi - 1978 – Najveći uspjesi - 1993 – Retrospektiva - 1997 – Adrese moje mladosti - 2002 – Portret - 2006 – Zlatna kolekcija - 2012 – Najljepše ljubavne pjesme - 2016 – The Best of Collection - 2020 – Diskobiografija (Vol. 1) - 2021 – Diskobiografija (Vol. 2) | - 1959 – Sretan put/Malagueña/Ljubav ili šala/Draga djevojka - 1960 – Susret u snu/Svaku noć/Monotonija/Jutarnji refrain - 1961 – Suku, suku/Koriandoli/Sayonara/Piccola - 1962 – Till/Volite li tvist?/Ko sitno zrno pijeska/Hello, Mary Lou - 1962 – Pitagora/Naš koncert/Auli, ule/Hey, Boys - 1962 – Ein Telegramm/Die Uhr... - 1963 – Veslaj/Marenda - 1963 – Ja ti pivam serenadu/Maškare - 1963 – Stari sat/Strašna mašina/Djeca nebodera/Tužna lutka - 1963 – Kada zalazi sunce/Moj dragi/Ostala si sama/Vreme za tvist - 1964 – Srce/Mladi/Jenny te voli/Naš ples - 1966 – Ti/Poljubac u pismo/Znam jedno mjesto/Kišno ljeto - 1968 – Gdje je moj dom/Dva dana/Mama/Ja sam tu - 1968 – Dragi/Ostavi mi barem nešto/Pospani Joe/Igračka - 1969 – Vjeruj mi/Jučer je prošlo - 1969 – Otišel je/Duga je, duga noć - 1969 – Malo reči treba kad se voli/Sve što mi život pruža - 1970 – Želim malo nježnosti i ljubavi/Otok Wight - 1970 – Obziri/Pusti me da spavam - 1971 – Gazi, dragi, srce moje/Ti spavaš - 1971 – Ne traži drugi put/Putovanje na mjesto nesreće - 1971 – Dugo me ni bilo/Butterfly - 1972 – Angeluš/Zaboravljeni refren - 1972 – Samo ljubav zna/Budi sretan s njom - 1973 – Kuća za ptice/Duge, duge sate... - 1975 – Ne smijem ti prići/Zlatna kočija - 1976 – Susret/Grlice u šumi - 1979 – Što je ljubav/Tebe volim drugačije - 1979 – Pamtim samo sretne dane/Dok sam bila tvoja - 1980 – On me voli na svoj način/Za mene je sreća - 1981 – Plava ruža zaborava/Oko jedne hiže navek tiči lete - 1981 – Jedini moj/Osjećam ljubav |

## Участия на фестивали
| - 1959 – Ljubav ili šala (1-во място) - 1960 – Meštrovićev zdenac (1-во място) - 1961 – Pisano u noći - 1962 – Krovovi - 1963 – Naši dni - 1964 – Din, din, don, odakle taj zvon - 1965 – Još uvijek - 1966 – Za našu ljubav to je kraj (I награда на публиката) - 1968 – Život, to smo mi - 1971 – Gazi, dragi, srce moje (1-во място) - 1972 – Samo ljubav zna (награда на журито) - 1973 – Kuća za ptice (награда на журито) - 1975 – Ne smijem ti prići - 1976 – Grlice u šumi - 1979 – Pamtim samo sretne dane (награда за песен) - 1980 – On me voli na svoj način (награда на журито и II награда на публиката) - 1981 – Plava ruža zaborava (1-во място) - 1983 – Stranac - 1986 – Otok - 1995 – Ne mijenjaj ništa - 1996 – Ista - 2001 – Živim u snu (1-во място) - 1959 – Tako… dok odlaziš и Već davno - 1960 – Izgubljen trag - 1961 – Smeđe oči и Oči - 1962 – Volim kišu и Mili - 1963 – Možda - 1964 – Nitko na svijetu te neće voljeti kao ja - 1966 – Adrese moje mladosti (1-во място) - 1967 – Vino i gitare (1-во място) - 1968 – Tražim (II награда на журито) - 1969 – Malo reći treba kad se voli (I награда на публиката) - 1970 – Želim malo nježnosti i ljubavi - 1978 – Osam izgubljenih stihova - 1985 – Nada (III награда на публиката) - 1963 – Veslaj (дует с Марко Новосел) - 1964 – Kuća pored mora и Kap po kap (дует с Марко Новосел) - 1965 – Stara cura и Lipo li je šetat rivon (дует с Арсен Дедич), Poslije kiše dolazi sunce (дует с Тони Клякович) - 1988 – Kuća pored mora (Вечер на сплитските бисери) - 1961 – Drage misli (Любляна) - 1962 – Volim kišu (Загреб) - 1965 – Prvi snijeg (Загреб) - 1966 – Prvo pismo (Белград) - 1962 – Tvoji koraci - 1963 – Zbogom (1-во място) - 1970 – Ako opet dođeš - 1983 – Penelopa | - 1969 – Otišel je - 1970 – I najhitre prejti - 1971 – Dugo me ni bilo - 1973 – Podragaš Lasi - 1975 – Svati - 1976 – Kmica - 1977 – Zakaj vu daline odhajaju cajti (дует с Арсен Дедич) - 1978 – Coprnica - 1979 – I denes bi štela otiti - 1980 – Oko jedne hiže navek tiči lete - 1982 – Sam Jena je - 1983 – Napali lampu za spomenek - 1984 – Kdo ti je rekel (дует с Арсен Дедич) - 1985 – Nore glive - 1986 – Sanobor - 1990 – Šestinske ambrele - 1991 – Fališ mi (дует с Арсен Дедич) - 1967 – Nisam nikada više tražila od ljubavi - 1968 – Biće još takvih dana - 1969 – Još nije kasno - 1979 – Što je ljubav (1-во място) - 1980 – Jedini moj - 1961 – Foggy Day - 1986 – Gore glavu (III награда на публиката) - 1987 – Hrabri ljudi (II награда на публиката) - 1988 – Kako mogu vjerovati - 1997 – Miruj, miruj, srce moje - 1998 – Šibenska nevista - 2000 – Ti si bila pravi život moj (дует с Кемал Монтено) - 2002 – Doša je crni brod - 2011 – Zagreb mi daje - 1968 – Život, to smo mi (12-о место) |